# Новий реалізм
Новий реалізм (фр. Nouveau Réalisme) — напрям, що об'єднує художників, які разом з критиком і теоретиком П'єром Рестані підписали маніфест 27 жовтня 1960 року в Парижі:
- Арман
- Франсуа Дюфрен
- Реймонд Гайнс
- Ів Кляйн
- Мартіал Райс
- Жан Тінгелі
- Даніель Сперрі
- Жак Віллегле (Jacques de la Villeglé)

Пізніше до течії приєдналися:
- Сезар
- Міммо Ротелла
- Нікі де Сен Фалль
- Жерар Дешан (Gérard Deschamps)
- Христо

Члени поставили перед собою ціль об'єднати реальність повсякденного життя в мистецтво, використовуючи нові методи і матеріали. Цим самим вони зробили великий внесок у розвиток об'єктного мистецтва і ранніх форм акціонізму.

## Концепції «нових реалістів»
Члени групи нових реалістів, сприймали світ як образ, з якого вони могли брати частини і додавати у свої твори, намагаючись таким чином поєднати життя і мистецтво. Вони стверджували, що об'єдналися на основі нового й реального усвідомлення своєї колективної сингулярності, маючи на увазі, що вони можуть бути разом, незважаючи на свої відмінності. При всій різноманітності пластичних засобів вони відчували спільну основу своїх робіт: метод присвоєння реальності, як позначав П'єр Рестані — метод «поетичної переробки міської, промислової і рекламної реальності».
Таким чином, нові реалісти виступали за повернення реальності в протилежність лірики абстрактного живопису. Вони хотіли уникнути пасток фігуративного живопису, який розглядався ними як дрібнобуржуазне явище і як сталінський соціалістичний реалізм. «Новий реалізм» використовував зовнішні об'єкти, віддаючи данину реальності свого часу. Вони були винахідниками деколажу, використовуючи рвані плакати (техніка Франсуа Дюфрена, Жака Віллегле, Міммо Ротелла, Реймонда Гайнса). Часто ці художники працювали разом, щоб представити свої роботи в Парижі анонімно. Термін «Новий реалізм» був використаний П'єром Рестані для опису робіт Армана, Франсуа Дюфрена, Реймонда Гайнса, Іва Кляйна і Жака Тенглі, коли вони представляли свої  роботи в Мілані. Він обговорив цей термін з Івом Кляйном, який надавав перевагу «сьогоднішньому реалізму», критикуючи «новий». Після першого «Маніфеста нового реалізму», другий маніфест вийшов під назвою «На 40° вище дадаїзму» і був написаний в період з 17 травня по 10 червня  1961 року. Сезар, Міммо Ротелла, Нікі де Сен Фаль приєдналися до течії, разом з Христо в 1963 році. Кляйн почав дистанціюватися від групи в 1961 році, не схваливши Рестані в його прагненні до спадщини дадаїстів.
Нові реалісти широко використовували колаж, монтаж, залишаючись у боргу в Марселя Дюшана. Незважаючи на те, що «новий реалізм» часто порівнюють з попартом в Нью-Йорку через використання та критики масового виробництва комерційних об'єктів (розірвані кіноплакати, зібрані Арманом колекції щебеню та сміття), насправді, «новий реалізм» більше підтримував зв'язок з дадаїзмом, ніж з попартом.